# Contarinia helianthemi
Contarinia helianthemi är en tvåvingeart som först beskrevs av Hardy 1850.  Contarinia helianthemi ingår i släktet Contarinia och familjen gallmyggor. Inga underarter finns listade i Catalogue of Life.